# منصور حسن
منصور حسن (10 فبراير 1937  - 22 ديسمبر 2012)، سياسي مصري. كان وزيرًا للثقافة والإعلام من عام 1979 حتى عام 1981 ووزير الرئاسة بعام 1981، كما ترأس المجلس الاستشاري المصري والذي شكل بالفترة التي تلت ثورة 25 يناير.

## عن حياته
ولد في مدينة أبو كبير بمحافظة الشرقية لأسرة ريفية متوسطة كان هو أكبر الأبناء فيها، وتلقى تعليمه في مدرسة الروضة الابتدائية فيها، وأرسله والده بعد ذلك للإسكندرية وذلك للدراسة في كلية فيكتوريا، وسافر بعد ذلك إلى لندن وبقي فيها لمدة عام حصل خلالها على شهادة أهلته لدخول الجامعة، وعاد بعدها ليدرس العلوم السياسية في كلية التجارة بجامعة القاهرة، كما حصل على الماجستير بالعلوم السياسية من جامعة ميشيغان بالولايات المتحدة. توفى منصور حسن يوم 22 ديسمبر 2012.

## المناصب التي تولاها
في عام 1979 عين وزيرًا للإعلام والثقافة، وكان بذلك خامس من يجمع الوزارتين معًا، وفي عام 1981 عين وزيرًا للرئاسة والإعلام والثقافة. وبعد اعتقالات سبتمبر التي حدثت قبل اغتيال الرئيس محمد أنور السادات بفترة وجيزة اعترض على ذلك وطلب إعفائه من منصبة وهذا ما تم.
وكان هناك حديث إن الرئيس محمد أنور السادات كان سيعينه نائبًا للرئيس بدلًا من محمد حسني مبارك، وإن جيهان السادات هي من رشحته لهذا المنصب، وقد سبب هذا الحديث أن تتدهور العلاقة بينهما، كما إنه لم يتعاون مع الرئيس محمد حسني مبارك بعد توليه الرئاسة سوى بموضوع واحد وهو عندما كلفه مبارك بالسفر إلى الأردن والاجتماع مع الملك حسين الذي كان زميلًا له في كلية فيكتوريا، وقد نجح في مهمته، وكان الأردن هو أول بلد عربي يعيد علاقته الدبلوماسية مع مصر.

### المجلس الاستشاري
في 8 ديسمبر 2011 أختير ضمن أعضاء المجلس الاستشاري المصري الذي أنشأ بناء على قرار من رئيس المجلس الأعلى للقوات المسلحة المشير محمد حسين طنطاوي. وقد انتخب رئيسًا للمجلس في 11 ديسمبر.

## الانتخابات الرئاسية 2012
أعلن في 7 مارس 2012 عن نيته خوض غمار انتخابات الرئاسة والتي ستجرى في شهر مايو من عام 2012. كما أعلن عن استقالته من المجلس الاستشاري الذي يتولى رئاسته وذلك حفاظًا على حيادية المجلس وعدم تحيزه لأحد من المرشحين.
وقد أعلن حزب الوفد عن دعمه كمرشح للرئاسة على أن يكون اللواء سامح سيف اليزل نائبًا له. وقد علق على اختياره لسامح سيف اليزل نائبًا له في حال فوزه بالانتخابات قائلًا إنه لم يكن بينهما أي حوار مسبق، إلا أن اللواء سيف اليزل زاره في منزله برفقه منى مكرم عبيد وطالبوه بالترشح للرئاسة، وإنه اكتشف شخصيته القوية في هذه الجلسة، فطالبه بأن يساعده في تلك المهمة، وذكر إنه قال له بأنه إذا كان يريده أن يترشح للرئاسة فإنه يريده نائبًا له، وذكر أيضًا إنه اختاره لكونه خبرة عسكرية لا يستهان بها.
وقد ظهر حديث إن ترشحه للانتخابات أتى نتيجة صفقة سياسية بين المجلس الأعلى للقوات المسلحة الحاكم وجماعة الإخوان المسلمون، وقد علق على هذا النائب في مجلس الشعب والمرشح للرئاسة أبو العز الحريري إن اختياره كمرشح توافقي هو إحياء لنظام مبارك القديم وان هذه صفقة مشبوهة.
إلا أن أعضاء حزب الحرية والعدالة الحزب السياسي لحركة الإخوان المسلمون قد نفو دعمه، وقالوا إن الحزب عندما يقرر دعم أي مرشح سيعلنون عنه في وسائل الإعلام، وإنهم لن يعلنوا عن دعم أي من المرشحين قبل غلق باب تسجيل المرشحين.
إلا إنه بعد ذلك وفي 25 مارس أعلن عن انسحابه من سباق الرئاسة. وعلق عن أسباب انسحابه إن الدكتور عصام العريان زاره في منزله وطلب منه الترشح، وأكد له مساندة الإخوان له، ولكن فجأة انقلبوا عليه رغم التأكيدات السابقة بدعمهم، لذلك قرر الانسحاب حفاظًا على اسمه وتاريخه، وذكر إنه يرفض أن يكون «طرطورًا» بوظيفة رئيس جمهورية، لأنه في حال نجاحه بمساندة الإخوان سيصبح الأمر كذلك، كما أن إعلانه للترشح متأخرًا قلل من فرص فوزه، كما إنه رأى أن قربه من المجلس العسكري من العوامل السلبية في تقليل فرصه بالفوز.

## وصلات خارجية
- «محمد فودة» يتحدث عن مواقف منصور حسن - اليوم السابع

| المناصب السياسية    | المناصب السياسية                           | المناصب السياسية    |
| ------------------- | ------------------------------------------ | ------------------- |
| سبقه على أحمد قنديل | وزير الإعلام 19 يونيو 1979 - 9 سبتمبر 1981 | تبعه فؤاد محى الدين |